# Abu-Saïd Muhàmmad ibn Marwazi
Abu-Saïd Muhàmmad ibn Marwazi fou ostikan (governador) d'Armènia del 849 al 851.
El 849 el nou califa al-Mutawàkkil va enviar un exèrcit a Armènia sota el comandament d'Abu-Saïd Muhàmmad ibn Marwazi. Aquest va exigir un fort tribut al nakharark armenis, que feia un temps que de fet no pagaven. Alguns emirs foren encarregats de la recaptació sobretot a Baspracània i al Taron, sense èxit.
Va morir el 851 i el califa va nomenar nou ostikan el seu fill Yússuf ibn Muhàmmad ibn Yússuf al-Marwazi.